# مسييه 10

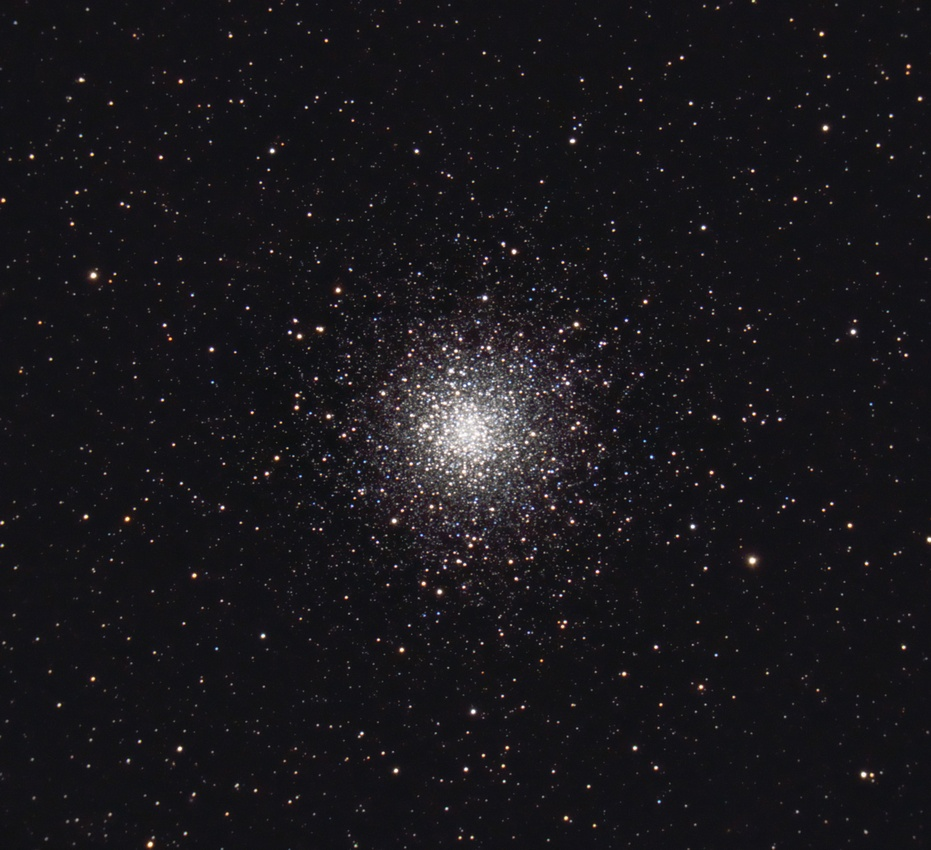
مسييه 10

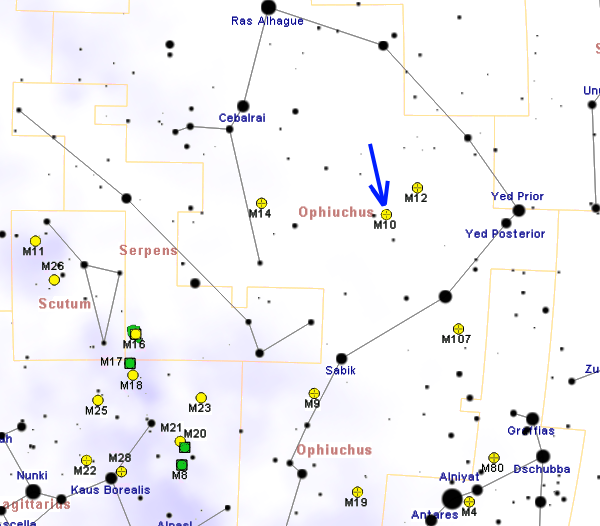
ميسييه 10

مسييه 10 (بالإنجليزية:M10) هو عبارة عن عنقود نجمي مغلق يقع في كوكبة الحواء الاستوائية. بقدر ظاهري يصل لـ 6.4 + تم أكتشافه من قِبل عالم الفلك الفرنسي شارل مسييه في 29 مايو 1764، والذي صنفه بالرقم 10 في كتالوجه الخاص ووصفه بأنه «سديم بلا نجوم». وفي عام 1774، أطلق العالم الفلك الألماني يوهان إلرت بودي على العنقود أسم «رقعة ضبابية بدون نجوم؛ شاحبة جداً». وباستخدام أجهزة أكبر أصبح عالم الفلك الألماني ويليام هيرشل أول يحلل نجوم مسييه 10. ووصفها بأنها «مجموعة جميلة من النجوم المضغوطة للغاية». وكان عالم الفلك الأمريكي هارلو شابلي أول من حاة قياس مسافة وبُعد العنقود وحينها توصل إلى أن العنقود يبتعد عن الأرض بمسافة 33,000 سنة ضوئية وكان أبعد بكثير من القيمة الصحيحة.

## خصائصه
يقدّر بأنه يبعد عن الأرض بحوالي 14,300 سنة ضوئية ويسبتعد عن مركز المجرة بحوالي 16,000 سنة ضوئية، أو 5,000 فرسخ فلكي، من مركز المجرة ويكمل مسييه 10 دورة واحدة حول مجرة درب التبانة كل 140 مليون سنة تقريبًا مبتعداً عن نظامنا الشمسي بسرعة 69 كم / ث، وخلال هذه المدة يمر من مستوى قرص المجرة كل 53 مليون سنة وقدّر بأنه يبعد عن الأرض بحوالي 14,300 سنة ضوئية ويبتعد عن مركز المجرة بحوالي 16,000 سنة ضوئية أو 5,000 فرسخ فلكي، من مركز المجر.

## نجومه
و من حيث وفرة عناصر غير الهيدروجين والهيليوم أو كما يسميه علماء الفلك بالمعدنية، فإن ميسييه 10 هو فقير إلى حد ما بالمعادن إن وفرة الحديد، المقاسة بوحدة [Fe / H] تساوي (1.45- ± 0.04 ديكس)، وهي 3.5٪ فقط من المعادن الموجودة على سطح الشمس. ويظهر العنقود دليلاً على إثراءه بالعناصر المتولدة من خلال عملية التقاط النيوترون البطيئة في النجوم الضخمة والمستعرات الأعظمية من النوع الثاني. يظهر القليل من الأدلة على الإثراء بواسطة المستعرات الأعظمية من النوع 1. ونظراً لأن النجوم الثنائية، في المتوسط، تكون أكثر العناقيد النجمية من النجوم النجوم المنفردة وتبلغ نسبة النجوم الثنائية في مسييه 10 في مركز العنقود حوالي 14٪ . وهي في حالة تناقص مع زيادة نصف القطر إلى حوالي 1.5٪ في المناطق النائية (قليلة النجوم).  بالمقابل يتحوي العقنود في مركزه على النجوم الزرقاء الساطعة المتكونة نتيجة التفاعلات الشديدة بين النجوم، والتي تشكل معظمها منذ 2-5 مليار سنة. وتبلغ كثافة النجوم في مركز العنقود حوالي 3.8 كتلة شمسية لكل فرسخ مكعب.  و تم أكتشاف أربعة نجوم متغيرة في هذا العنقود.

## اقرأ أيضاً
- انفجار أشعة غاما 080319ب
- انفجار أشعة غاما 090423
- نجم
- مجرة
- قزم أبيض
- عملاق أحمر
- الانفجار العظيم
- خط زمني للانفجار العظيم
- نجم نيوتروني
- ثقب أسود